# Walter de la Mare
Walter John de la Mare (/ˈdɛləˌmeə(ɹ)/; Charlton, 25 aprile 1873 – Twickenham, 22 giugno 1956) è stato un poeta e scrittore britannico.

## Biografia
Walter John de la Mare nacque nel Kent, discendente da una famiglia di ugonotti francesi, e fu educato alla St Paul's School. Era figlio di James Edward de la Mare, impiegato della Banca d'Inghilterra, e Lucy Sophia Browning (seconda moglie di James). Ebbe due fratelli e sei sorelle. De la Mare preferiva essere chiamato Jack dai familiari e dagli amici, detestando il nome Walter. Il suo primo libro, Songs of Childhood (''Canti della fanciullezza"), fu pubblicato con lo pseudonimo Walter Ramal. Nel 1892 conobbe l'attrice Elfrida (Elfie) Ingpen, di dieci anni più vecchia e il 4 agosto 1899 De la Mare ed Elfie (incinta) si sposarono. Ebbero quattro figli - Richard Herbert Ingpen (editore della Faber nonché padre della paleografa Albinia de la Mare), Jimmie, Colin e Florence. De la Mare lavorò al dipartimento di statistica degli uffici londinesi della Standard Oil per diciotto anni per mantenere la famiglia, ma trovò il tempo per scrivere; nel 1908, a 35 anni, ricevette la pensione civile che gli consentì di dedicarsi completamente alla scrittura. Il romanzo del 1921, Memoirs of a Midget (Memorie di una donna in miniatura), vinse il James Tait Black Memorial Prize. De la Mare scrisse anche storie dell'orrore sottilmente psicologiche: "Seaton's Aunt" (La zia di Seaton) e "Out of the Deep" (Fuori dal profondo).
Nel 1940 ad Elfie fu diagnosticato il morbo di Parkinson, che ne provocò il decesso nel 1943. De la Mare morì nel 1956, in casa a Twickenham. È sepolto nella cattedrale di San Paolo.

## L'immaginazione
De la Mare descrisse due "tipi" distinti di immaginazione — anche se "aspetti" sarebbe un termine più appropriato: l'immaginazione bambinesca e l'immaginazione fanciullesca. Era al confine tra le due che stavano Shakespeare, Dante, e il resto dei grandi poeti.
De la Mare affermò che tutti i bambini rientrano nella categoria che possiede un'immaginazione bambinesca inizialmente, che generalmente viene sostituita ad un certo punto delle loro vite. Nella sua lezione, "Rupert Brooke e l'Immaginazione Intellettuale," egli sostenne che i bambini ". . . non sono così strettamente confinati e coinvolti dai loro sensi brancolanti.  I fatti per essi sono i più vivaci dei camaleonti... Essi sono contemplativi, solitari, fachiri, che vengono fuori ancora e ancora dal rumore e dalla febbre dell'esistenza, sprofondando in una visione a occhi aperti."  Doris Ross McCrosson compendia questo passaggio, "I bambini sono, in breve, dei visionari." Questo punto di vista visionario della vita può essere considerata creatività e ingegnosità vitali, o una fatale disconnessione dalla realtà o, in senso limitato, entrambe le cose).
La progressiva intrusione del mondo esterno nella mente, comunque, terrorizza l'immaginazione dei bambini, che "si ritraggono come una chiocciola spaventata nel suo guscio." Da allora in poi fiorisce l'immaginazione fanciullesca, di tipo "intellettuale, analitico."
Nell'età adulta l'immaginazione bambinesca si è ritirata per sempre, o è cresciuta per fronteggiare il mondo reale. Emergono così i due estremi dello spettro delle menti adulte: la mente modellata dall'immaginazione fanciullesca è  "logica" e "deduttiva". Quella modellata dall'immaginazione bambinesca diventa "intuitiva, induttiva". De la Mare compendia questa distinzione in questi termini: "L'una sa che la bellezza è verità, l'altra rivela che la verità è bellezza." Un altro modo di vedere le cose è che la fonte della poesia del visionario è interiore, mentre le fonti della poesia dell'intellettuale sono fuori, esterne, nell'azione, nella conoscenza delle cose, e nell'esperienza," come afferma McCrosson. De la Mare si affretta però ad aggiungere che ciò non vuol dire che la poesia dell'intellettuale sia meno buona, anche se è chiaro a quale vadano le sue preferenze.
Una nota ad evitare confusioni: il termine "immaginazione" nella lezione "Rupert Brooke e l'immaginazione intellettuale" viene usato per indicare sia l'intellettuale sia il visionario. Per semplificare e chiarire il suo linguaggio, de la Mare generalmente usava i più convenzionali "ragione" e "immaginazione" quando esprimeva le sue idee in altre sedi.
La scrittrice Joan Aiken cita alcuni dei suoi racconti brevi come I mandorli ("Almond Trees") e Montagne di neve ("Snow Mountains") per la loro qualità talvolta inesplicata, che anch'ella adotta nelle proprie opere.

## Vieni qui
Come Hither è un'antologia, per lo più contenente poesie ma anche prosa. È concepita come una cornice narrativa, e può essere letta su diversi livelli. Pubblicata nel 1923, fu un successo, cui seguirono altre edizioni. Insieme all'aspetto letterario per bambini, contiene anche una selezione di poeti georgiani (secondo la prospettiva di de la Mare). Essa è opinabilmente il miglior resoconto del loro 'retroterra', documentante problemi tematici e una selezione dei loro predecessori.

## Opere tradotte in italiano

### Romanzi
- Memoirs of a Midget, 1921 (Memorie di una donna in miniatura, traduzione di Margherita Santi Farina, Longanesi, Milano, 1947; poi Serra e Riva, Milano, 1990, prefazione di Angela Carter; ora ALET, Padova, 2008)

### Racconti
- L'artigiano ideale : racconti, traduzione di Piera Sestini, con una nota di Attilio Brilli, Sellerio, Palermo, 1986 (contiene: L'artigiano ideale, Il ritratto, Cattiva compagnia, Quali sogni possono venire, Nella foresta, L'enigma, Giochi proibiti)
- Ognissanti, a cura di Malcom Skey, Theoria, Roma-Napoli, 1986
- Il rinchiuso e altri racconti, a cura di Malcolm Skey, traduzione di Ottavio Fatica, Theoria, Roma-Napoli, 1989 (contiene: Il mandorlo, Il rinchiuso, I tre amici, Dall'abisso, Mr Kempe, L'assente)
- Racconti del mistero, traduzione e postfazione di Enrico Groppali, Guanda, Parma 1991 (contiene: Scomparsa, La zia di Seaton, Crewe, Il picnic, Ognissanti, Quali sogni possono giungere, Le tinozze)
- La tromba,  traduzione di Cristina Guerri, con una nota di Attilio Brilli, Sellerio, Palermo, 1993